# Eupithecia quakerata
Eupithecia quakerata är en fjärilsart som beskrevs av Richard F. Pearsall 1909. Eupithecia quakerata ingår i släktet Eupithecia och familjen mätare. Inga underarter finns listade i Catalogue of Life.